# Sociedade Esportiva Palmeiras (Pato Branco)
A Sociedade Esportiva Palmeiras foi um clube de futebol brasileiro da cidade de Pato Branco, no estado do Paraná. Extinto em 1980, quando se fundiu com o Internacional Esporte Clube para formar o Pato Branco Esporte Clube, suas cores foram o verde e o branco.
A principal conquista da equipe foi o vice-campeonato do Paranaense da Segunda Divisão de 1977.